# Thạch Hải
Thạch Hải là một xã ven biển thuộc thành phố Hà Tĩnh, tỉnh Hà Tĩnh, Việt Nam.
Xã Thạch Hải có diện tích 13,47 km², dân số năm 1999 là 3433 người, mật độ dân số đạt 255 người/km².

## Hành chính
Các thôn xóm:
- Liên Hải
- Đại Hải
- Thượng Hải
- Nam Hải
- Bắc Hải
- Minh Hải

## Du lịch
- Bãi tắm Đại Hải
- Quỳnh Viên Resort
- đăvj sản truyền thống: Mắm ruốc (hay còn gọi là nắm tôm)